# Harry Northup
Pour les articles homonymes, voir Northup.
Ne pas confondre avec l'acteur américain Harry Northrup (1875-1936).
Harry E. Northup (souvent crédité Harry Northup) est un acteur et poète américain, né le 2 septembre 1940 à Amarillo (Texas).

## Biographie

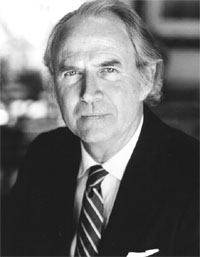
En 2009

Au cinéma, il contribue à trente-six films américains, depuis Lilith de Robert Rossen en 1964 (avec Warren Beatty et Jean Seberg) jusqu'à un court métrage de 2012.
Entretemps, il participe surtout à plusieurs réalisations de Martin Scorsese (ex. : New York, New York en 1977, avec Liza Minnelli et Robert De Niro), de Jonathan Kaplan (ex. : Violences sur la ville en 1979, avec Andy Romano et Matt Dillon) et de Jonathan Demme (ex. : Le Silence des agneaux en 1991, avec Jodie Foster et Anthony Hopkins).
Citons également Tom Horn de William Wiard (1980, avec Steve McQueen et Linda Evans), Héros malgré lui de Stephen Frears (1992, avec Dustin Hoffman et Geena Davis) et Drôles de pères d'Ivan Reitman (1997, avec Robin Williams et Billy Crystal).
À la télévision américaine, il apparaît dans dix-huit séries entre 1968 et 2003, dont Opération danger (deux épisodes, 1971), Côte Ouest (cinq épisodes, 1982), Histoires fantastiques (un épisode réalisé par Martin Scorsese, 1986) et Urgences (un épisode réalisé par Jonathan Kaplan, 2001).
S'ajoutent sept téléfilms de 1978 à 1996, trois étant réalisés par Jonathan Kaplan, dont De sang-froid (1996, avec Anthony Edwards et Eric Roberts).
Par ailleurs, Harry Northup est un auteur prolifique de poèmes, publiés à ce jour en onze recueils, le premier en 1966, le dernier en 2015 (voir détails ci-après).

## Filmographie partielle

### Cinéma
- 1964 : Lilith de Robert Rossen : un patient
- 1967 : Who's That Knocking at My Door ou I Call First de Martin Scorsese : Harry
- 1972 : Bertha Boxcar de Martin Scorsese : Harvey Hall
- 1973 : Mean Streets de Martin Scorsese : le soldat Jerry
- 1974 : Alice n'est plus ici (Alice Doesn't Live Here Anymore) de Martin Scorsese : le barman du Joe & Jim's
- 1975 : Crazy Mama de Jonathan Demme : un agent du FBI
- 1976 : Taxi Driver de Martin Scorsese : le doughboy
- 1976 : Colère froide (Fighting Mad) de Jonathan Demme : le shérif Len Skerritt
- 1976 : Un tueur dans la foule (Two-Minute Warning) de Larry Peerce : Lieber, membre du SWAT
- 1977 : New York, New York de Martin Scorsese : Alabama
- 1978 : Blue Collar de Paul Schrader : Hank
- 1979 : Violences sur la ville (Over the Edge) de Jonathan Kaplan : le sergent Ed Doberman
- 1979 : The Rose de Mark Rydell : l'homme maigrichon
- 1980 : Tom Horn de William Wiard : Thomas Burke
- 1980 : La Grosse Magouille (Used Cars) de Robert Zemeckis : Carmine
- 1987 : Project X de Jonathan Kaplan : un congressiste
- 1991 : Le Silence des Agneaux (The Silence of the Lambs) de Jonathan Demme : M. Bimmel
- 1992 : Obsession fatale (Unlawful Entry) de Jonathan Kaplan : le sergent McMurtry
- 1992 : Héros malgré lui (Hero) de Stephen Frears : M. Fletcher
- 1993 : Philadelphia de Jonathan Demme : un juré
- 1994 : Belles de l'Ouest (Bad Girls) de Jonathan Kaplan : le prédicateur
- 1997 : Drôles de pères (Father's Day) d'Ivan Reitman : un policier à la prison de Reno
- 1998 : Beloved de Jonathan Demme : le shérif
- 1999 : Bangkok, aller simple (Brokedown Palace) de Jonathan Kaplan : Leon Smith
- 2004 : Un crime dans la tête (The Manchurian Candidate) de Jonathan Demme : le congressiste Flores

### Télévision

#### Séries
- 1971 : Opération danger (Alias Smith and Jones)
  - Saison 1, épisode 10 The Man Who Murdered Himself : Hank
  - Saison 2, épisode 3 Jailbreak at Junction City : Potts
- 1979 : Drôles de dames (Charlie's Angels)
  - Saison 4, épisode 7 La Cage aux dames (Caged Angel) : Rogers
- 1982 : Côte Ouest (Knots Landing)
  - Saison 4, épisode 1 Un nouveau jour (A Brand New Day), épisode 2 Daniel, épisode 3 États d'âmes (Encounters) d'Alexander Singer, épisode 4 Question de voisinage (Svengali) et épisode 5 Difficultés en tous genres (Catharsis) d'Alexander Singer : Wayne Harkness
- 1983 : Bizarre, bizarre (Tales of the Unexpected)
  - Saison 6, épisode 14 The Turn of the Tide de Ray Danton : Fred
- 1985 : Tonnerre mécanique (Street Hawk)
  - Saison unique, épisode 13 Insécurité (Follow the Yellow Gold Road) de Daniel Haller : Carl
- 1986 : Histoires fantastiques (Amazing Stories)
  - Saison 1, épisode 19 Miroir, miroir (Mirror, Mirror) de Martin Scorsese : un agent de sécurité
- 1986 : Nord et Sud (North and South), mini-série
  - Saison 2 Nord et Sud II (North and South II), épisode 4 de Kevin Connor : un major
- 1995 : Fallen Angels
  - Saison 2, épisode 2 Un poison qui fait mouche (Fly Poper) de Tim Hunter : le deuxième policier
- 2001 : Urgences (ER)
  - Saison 7, épisode 15 Le Passage à niveau (The Crossing) de Jonathan Kaplan : l'évaluateur de compétences
- 2003 : Karen Sisco
  - Saison unique, épisode 4 Flic ou Voyou (Justice) : Sonny

#### Téléfilms
- 1979 : La Onzième Victime (11th Victim) de Jonathan Kaplan : l'officier Thorpe
- 1994 : Reform School Girl de Jonathan Kaplan : l'oncle Charlie
- 1996 : Coup de sang de Jonathan Kaplan : le révérend

## Recueils de poèmes
- 1966 : Amarillo Born, Victor Jiminez Press, New York, 54 p.
- 1973 : The Jon Voight Poems, Mt Alverno Press, Los Angeles, 87 p.
- 1976 : Eros Ash, Momentum Press, Santa Monica, 32 p.
- 1982 : Enough the Great Running Chapel, Momentum Press, Santa Monica, 201 p.
- 1988 : The Images We Possess Kill The Capturing, Jesse Press, Los Angeles, 42 p.
- 1996 : The Ragged Vertical, Cahuenga Press, Los Angeles, 262 p.
- 2001 : Reunions, Cahuenga Press, Los Angeles, 255 p.
- 2002 : Greatest Hits, 1966-2001, Pudding House Publications, Johnstown, 24 p.
- 2006 : Red Snow Fence, Cahuenga Press, Los Angeles, 300 p.
- 2011 : Where Bodies Again Recline, Cahuenga Press, Los Angeles, 160 p.
- 2015 : East Hollywood: Memorial to Reason, Cahuenga Press, Los Angeles, 288 p.